# Lexington Avenue

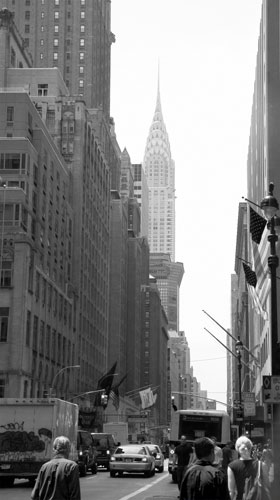
Vista de Lexington Avenue mirant al sud des del carrer 50. El Chrysler Building s'alça al fons.

Lexington Avenue és una avinguda de New York, situada a Manhattan. Té una llargada de 8,9 km, i travessa Harlem, l'Upper East Side, Midtown i passa davant el Carnegie Hall. És situada entre la Third Avenue i Park Avenue.
Samuel Ruggles va anomenar la secció sud, sota el carrer 20, que es va obrir el 1833, en honor al seu amic Washington Irving. La secció nord, que es va obrir tres anys més tard, el 1836, i va rebre el nom de la Batalla de Lexington a la Revolució Americana.

## Gratacels de Lexington
- El Chrysler Building, a la intersecció amb el carrer 42, és l'edifici més cèlebre de l'avinguda, fins i tot de la ciutat de New York, en tot cas el més estimat de nombrosos americans.[3]

- El Citigroup Center situat al 601 de Lexington Avenue entre els carrers 53 i la 54.[4]